# Aderus andamanensis
Aderus andamanensis é uma espécie de inseto besouro da família Aderidae. Foi descrita cientificamente por George Charles Champion em 1916.

## Distribuição geográfica
Habita em Assam e as Ilhas Andamão (Índia).